# Anadara antiquata

Rechte Klappe

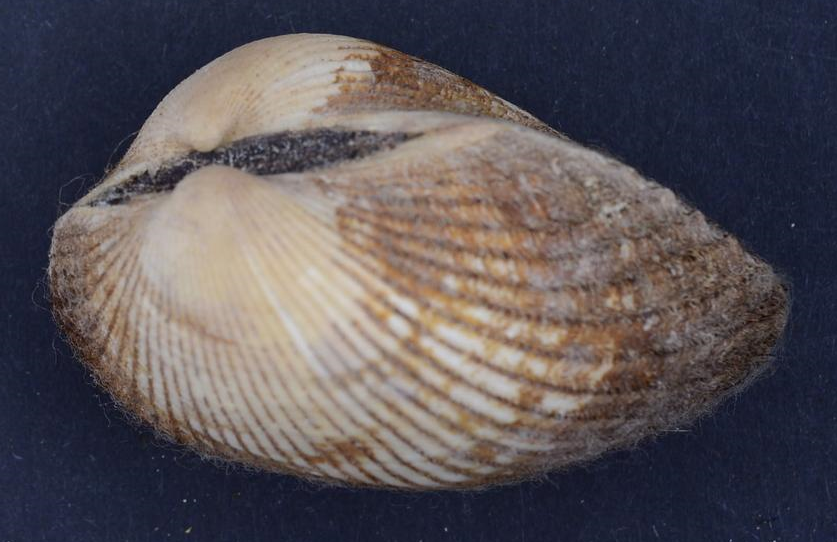
Ligament und Wirbel

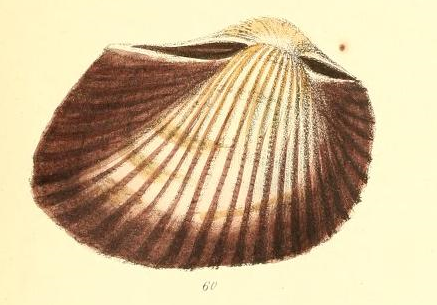
Anadara antiquata (Linnaeus, 1758) aus Reeve (1844: Taf. 9, Fig.60)

Anadara antiquata ist eine Muschel-Art aus der Familie der Archenmuscheln (Arcidae) in der Ordnung der Arcida. Sie kommt im Indopazifik vor.

## Merkmale
Das stark geblähte Gehäuse wird bis zu 10 cm lang. In der Juvenilphase sind die Gehäuse leicht ungleichklappig, im Adultstadium sind sie dann gleichklappig. Sie sind stark ungleichseitig, die Wirbel sitzen im vorderen Drittel des Gehäuses. Die Gehäuse sind im Umriss länglich-eiförmig und besonders nach hinten zum unteren Ventralrand hin stark verlängert. Der Dorsalrand ist lang und gerade, der Vorderrand ist schwach gewölbt bis gerade. Vorderrand und Dorsalrand bilden einen fast rechteckigen bis leicht stumpfen Winkel. Der Dorsalrand und Hinterrand bilden dagegen einen sehr flachen Winkel. Der Hinterrand ist dann zunächst fast gerade und geht eng gerundet in den Ventralrand über. Die Wirbel sind nach vorne eingedreht. Das Dorsalfeld ist weit und die Wirbel sind sich angenähert. Das Ligament ist schmal-rhombenförmig.
Die Schlossplatte ist vergleichsweise breit. Der obere Rand ist gerade, der untere Rand leicht konkav gebogen. Das Schloss ist taxodont. Die Zähnchen sind mittig klein und stehen senkrecht. Sie werden zum Rand hin zunächst größer, nahe am Rand winkelartig (der Winkel zeigt nach innen), und ganz am Rand werden die Zähnchen wieder kleiner und mehr knotig.
Die weißliche Schale ist sehr dick und fest; die Gehäuse sind entsprechend schwer. Die Ornamentierung bestand aus ca. 35 radialstrahligen Rippen. Die Rippen sind breiter als die Abstände zwischen den Rippen. Sie sind oben abgeflacht und werden von Anwachslinien gekreuzt. An den Kreuzungsstellen sind schwache Knoten ausgebildet. Am Vorderrand können sich manche Rippen auch zum Gehäuserand hin zweiteilen. Der Innenrand ist kräftig gekerbt, die Kerben entsprechen den Furchen zwischen den Rippen. Das Periostracum ist bräunlich und besteht aus feinen Lamellen und Borsten. Es blättert aber leicht ab und ist meist nur am Gehäuserand und den Zwischenräumen zwischen den Rippen erhalten.
Rechte und linke Klappe des gleichen Tieres:

Rechte Klappe
Linke Klappe

## Ähnliche Arten
Anadara uropigimelana ist sehr ähnlich. Die Rippen sind fein gestreift, nicht knotig, und die Rippen am Vorderende teilen sich nicht.

## Geographische Verbreitung und Lebensweise
Das Verbreitungsgebiet der Art ist der tropische Indopazifik. Die Art kommt auch im Roten Meer vor.
Die Tiere leben eingegraben in schlammigen Sandböden im Flachwasser.

## Lebensweise und Fortpflanzung
Die Tiere ernähren sich als Filtrierer von Kleinstorganismen. Bei Studien in Ostafrika wurden in den Mägen von 80 untersuchten Exemplaren kein Zooplankton, sondern nur Phytoplankton gefunden.
Die Art ist getrenntgeschlechtlich; bei einer größeren Untersuchung (> 1000 Tiere) wurden keine Hermaphroditen gefunden. In der Provinz Batangas (Philippinen) pflanzten sich die Tiere das ganze Jahr über fort mit zwei Peaks im März/April und Juni bis September. Die Geschlechtsprodukte werden ins freie Wasser abgegeben; dort findet die Befruchtung statt. In Java (Indonesien) wurde dagegen ein kleiner Prozentsatz (<1 %) protandrischer Hermaphroditen gefunden.

## Taxonomie
Das Taxon wurde bereits 1758 von Carl von Linné als Arca antiquata aufgestellt. Die Art ist die Typusart der Gattung Anadara Gray, 1847. MolluscaBase verzeichnet folgende Synonyme: Arca scapha Gmelin, 1791, Anomalocardia transversalis H. Adams, 1872 und Anadara suggesta Iredale, 1939. Vermutlich handelt es sich bei diesem Taxon in Wirklichkeit um einen Art-Komplex, der dringend revidiert werden müsste.

## Kommerzielle Nutzung
Anadara antiquata wird in Ostasien kommerziell gesammelt. In den Philippinen wird die Art sogar in Aquafarmen kultiviert.